# Juan Francisco de Vidal La Hoz
Juan Francisco de Vidal La Hoz (Supe, 2 de abril de 1800-Lima, 23 de septiembre de 1863) fue un militar y político peruano, que ocupó la presidencia de su país en dos breves períodos: en 1835-36, y en 1842-43. Fue conocido bajo el seudónimo de Primer Soldado del Perú, debido a que se sumó desde muy joven a la causa patriótica durante la Guerra de la Independencia. Tuvo 5 hijos y cuatro fueron militares.

## Biografía
Fue hijo de Julián Vidal y de Ventura Laos (o La Hoz). En su niñez ayudó a su padre en las tareas agrícolas, y llegó a ser un excelente nadador y jinete; aunque se afirma también que pasó a Lima para estudiar en el seminario conciliar de Santo Toribio, y que solo laboró en el campo durante los períodos vacacionales. Lo cierto es que estuvo presente en la proclamación de la Independencia realizada en Supe el 5 de abril de 1819, mientras desembarcaban las tropas patriotas de Thomas Cochrane en su primer crucero. Fue admitido en las fuerzas patriotas chilenas como subteniente de infantería de marina, y se le encomendó establecer contacto con los patriotas de Lima, así como a requisar dinero y capturar presas. Viajó con la escuadra a Valparaíso (Chile), para regresar luego con el segundo crucero en septiembre de 1819. Participó en la persecución de la fragata Prueba hasta la isla Puná, y en Supe logró obtener víveres y agua para la cansada y enferma tripulación. Pasó nuevamente a Chile, y a las órdenes de Cochrane marchó hacia el sur, donde todavía resistían los realistas. Al frente de un destacamento de 24 hombres, tomó por asalto el fuerte de Valdivia, el 4 de febrero de 1820, episodio conocido como la Toma de Valdivia, donde se destacó por su arrojo y valor, y se recuerda una frase que dijo entonces: “Donde entra mi gorra, entro yo”. Por esta destacada actuación fue llamado “El primer soldado del Perú”.
Fue ascendido a capitán, pasando a integrar la 4.º Compañía del Batallón N.º 8 de los Andes. Por entonces se preparaba en Chile la Expedición Libertadora con destino al Perú. Antes de la partida de dicha expedición, Vidal fue comisionado para llevar comunicaciones a los patriotas peruanos, pero naufragó frente a Huarmey, el 10 de agosto de 1820, y junto con unos pocos compañeros sobrevivientes fue encontrado por unos bandoleros. Estos lo llevaron a Pativilca, pero logró escapar y se dirigió a Supe. Los realistas le hicieron una serie de ofrecimientos para sumarlo a sus filas, pero él se negó, por lo que fue perseguido. Enterado del desembarco del Ejército Libertador de José de San Martín en Ancón, se concertó con otros jóvenes de Supe para dar un golpe de mano a los realistas, que consistió en la captura de 500 caballos y 150 prisioneros con su armamento, con los que se presentó ante San Martín en el campamento patriota.
Al mando de una fuerza fue destacado a la sierra, para secundar la expedición del general Juan Antonio Álvarez de Arenales. Se dedicó a organizar guerrillas o montoneras con las que hostigó a los realistas en las inmediaciones de Lima. Cuando esta ciudad fue abandonada por los españoles en julio de 1821, Vidal y sus tropas se dedicaron a hostigarlos a lo largo de su retirada hacia la sierra. Herido gravemente en la quebrada de Socos, pasó largos meses restableciéndose. Fue asociado a la Orden del Sol, el 12 de diciembre de 1821
Fue incorporado a la Legión Peruana y actuó en la batalla de La Macacona, el 7 de abril de 1822, que fue un desastre para las armas patriotas. Como debía reorganizarse la Legión, fue comisionado para reunir nuevos efectivos en Yauyos. Después del motín de Balconcillo, ocurrido el 26 de febrero de 1823 y que derribó a la Junta Gubernativa, el nuevo presidente José de la Riva-Agüero lo envió a guarnecer Huánuco. Tras la llegada de Simón Bolívar y el apresamiento de Riva Agüero en Trujillo, se internó en la montaña donde las tribus de los panataguas, rechazando la oferta de los españoles de sumarse a su bando. Cuando Bolívar unificó el país bajo su mando, se presentó ante él en Lima y solicitó que se le confiara las guerrillas en las vecindades de La Oroya, para hostilizar a los realistas. Ascendido a teniente coronel, el 10 de noviembre de 1823, cumplió su objetivo evitando que el general español Juan Ramírez amenazase la retaguardia patriota antes de la batalla de Junín. Luego dirigió operaciones diversionistas al norte, amagó a los realistas que se hallaban en Lima, en noviembre de 1824; y ante el propio Bolívar luchó en Miranaves contra una columna salida de la Fortaleza del Real Felipe, el 1 de febrero de 1825.
Viajó luego a Bolivia, con pliegos para el general Antonio José de Sucre. De regreso al Perú, fue involucrado en una presunta conspiración (27 de julio de 1826), siendo desterrado a Chile junto con el general Mariano Necochea y otros implicados. Retornó tras la reacción nacionalista del día 27 de enero de 1827, que tumbó al régimen bolivariano. Fue nombrado gobernador de la fortaleza del Callao.
Destinado a Ayacucho a fines de 1827, organizó una expedición contra los rebeldes iquichanos de Huanta, quienes todavía se batían por la Corona española. Logró someter a los insurrectos, a cuyos dirigentes apresó en mayo de 1828. Acompañó luego al presidente José de La Mar en la campaña contra la Gran Colombia. Estuvo en la sorpresa de Saraguro el 13 de noviembre de 1829 y defendió la retaguardia peruana en la batalla del Portete de Tarqui. Luego se trasladó al cuartel general de Piura y cuando el presidente fue depuesto por el general Agustín Gamarra, fue enviado a Guayaquil con instrucciones para los jefes de las tropas de ocupación.
Restablecida la paz con Colombia, asumió el comando del Batallón Callao acantonado en Lima. Fue ascendido a coronel el 11 de septiembre de 1829 y pasó a ser edecán del presidente Gamarra. Participó en la campaña en la frontera con Bolivia en 1831, pasó a ser comandante de la guarnición de Ayacucho; y fue ascendido a general de brigada en diciembre de 1832.
Elegido diputado por Lima en 1833, se incorporó a la Convención Nacional (asamblea constituyente). Se le comisionó sofocar la revolución iniciada en el departamento de La Libertad por Felipe Salaverry, a quien enfrentó en un combate librado en la Garita de Moche (al norte del actual Puerto Salaverry), el 19 de noviembre de 1833. El encuentro fue muy sangriento y se dice que Salaverry estuvo a punto de morir a manos del músico González, pero Francisco de Vidal se lo impidió, ante lo cual Salaverry exclamó: «¡Gracias, generoso!» Al final, resultó triunfador Vidal, quien persiguió a Salaverry hasta tomarlo prisionero en Piura, pero generosamente lo ayudó a fugar. Entretanto había sido elegido presidente provisorio el general Luis José de Orbegoso, el 20 de diciembre de 1833; a los pocos días se alzó el general Pedro Bermúdez. Vidal se mantuvo obediente al régimen legal y participó a lo largo de la campaña que finalizó con la rendición de los golpistas.
Cuando Orbegoso inició su gira política por los departamentos del sur en noviembre de 1834, Vidal, como jefe de Estado Mayor General del Ejército, respaldó en Lima al vicepresidente Manuel Salazar y Baquíjano, a quien siguió en su retirada hacia Jauja, tras la proclamación de Salaverry como Jefe Supremo, en febrero de 1835. Cuando Salazar renunció a su débil autoridad, Vidal se trasladó a Huaura. Tomó el mando de la Guardia Nacional y avanzó hacia Lima, que se hallaba desguarnecida y saqueada por el bandolero León Escobar, a quien apresó y fusiló en la Plaza de Armas, el 30 de diciembre de 1835.
En Lima asumió el mando interino de la Nación, hasta el retorno de Orbegoso, el 9 de enero de 1836. Poco después fue ascendido a General de División y nombrado prefecto del departamento de Huaylas (o Áncash), donde se mantuvo al servicio de la Confederación Perú-Boliviana. Pese a ello, respaldó la separación del Estado Nor-Peruano y participó en el combate de Portada de Guías que libraron los orbegosistas contra los restauradores o peruanos-chilenos aliados contra la Confederación (21 de agosto de 1838). Resultó herido en el combate, debiendo retirarse a Huaylas, donde se enteró del viaje de Orbegoso al extranjero. Se puso entonces a las órdenes de Gamarra en contra de los confederados. Luchó en el Puente del Buin y en la batalla de Yungay (20 de enero de 1839), donde comandó la tercera división restauradora.
Sucesivamente, fue prefecto y comandante general del departamento de Junín; jefe de Estado Mayor General del Ejército Restaurador; diputado por Huarochirí en el Congreso General de Huancayo (1839); miembro del Consejo de Estado y su segundo vicepresidente (este cargo era equivalente al de tercer vicepresidente de la República).
Tras la derrota y muerte en Ingavi del presidente Gamarra, estalló la anarquía en el Perú. Legalmente ocupaba el gobierno el presidente del Consejo de Estado, Manuel Menéndez, pero algunos generales pretendieron usurpar el poder. En noviembre de 1841, Vidal fue nombrado prefecto del departamento del Cuzco. Encabezó el Ejército del Sur contra el general Juan Crisóstomo Torrico (autoproclamado Jefe Supremo), a quien venció en la batalla de Agua Santa, el 17 de octubre de 1842. Asumió la presidencia del Perú el día 20 de octubre, debido a las excusas del presidente (Menéndez) y el primer vicepresidente del Consejo de Estado (Justo Figuerola).
Vidal desempeñó su alto cargo con probidad y desinterés. Le acompañaron como colaboradores Benito Laso, Antonio Gutiérrez de la Fuente y Francisco Javier Mariátegui. Hizo cuanto estuvo a  su alcance por remediar los males de la administración pública. Logró que disminuyera la deuda contraída por el estado y que gravara sobre las aduanas; también merece citarse su esfuerzo por mejorar la educación de la juventud; él fue quien llevó al colegio de San Fernando a Cayetano Heredia, y al de San Carlos a Bartolomé Herrera, pero la anarquía política vino a frustrar sus planes. Tuvo que afrontar la revolución acaudillada por el general Manuel Ignacio de Vivanco, y no queriendo desatar una guerra civil, declinó el mando en Justo Figuerola (15 de marzo de 1843). Figuerola aceptó y al día siguiente se presentó en palacio, en donde Vidal le hizo entrega de la banda presidencial.
Desterrado a Chile, poco después volvió al Perú para sumarse al movimiento constitucional iniciado por los generales Domingo Nieto, Manuel de Mendiburu y Ramón Castilla, siendo nombrado prefecto del Cuzco (1844). Triunfante dicha revolución tras la batalla de Carmen Alto (22 de julio de 1844), reasumió sus funciones en el Consejo de Estado; y al restablecerse el orden constitucional, se retiró a la vida privada (1845).
Nombrado gobernador del Callao el 2 de febrero de 1854, colaboró con el presidente José Rufino Echenique hasta su derrocamiento luego de la batalla de La Palma, el 5 de enero de 1855. Se retiró entonces de manera definitiva de la vida pública y promovió la fundación de la Sociedad de Fundadores de la Independencia y Defensores Calificados de la Patria (1857).

## Primer Soldado del Perú

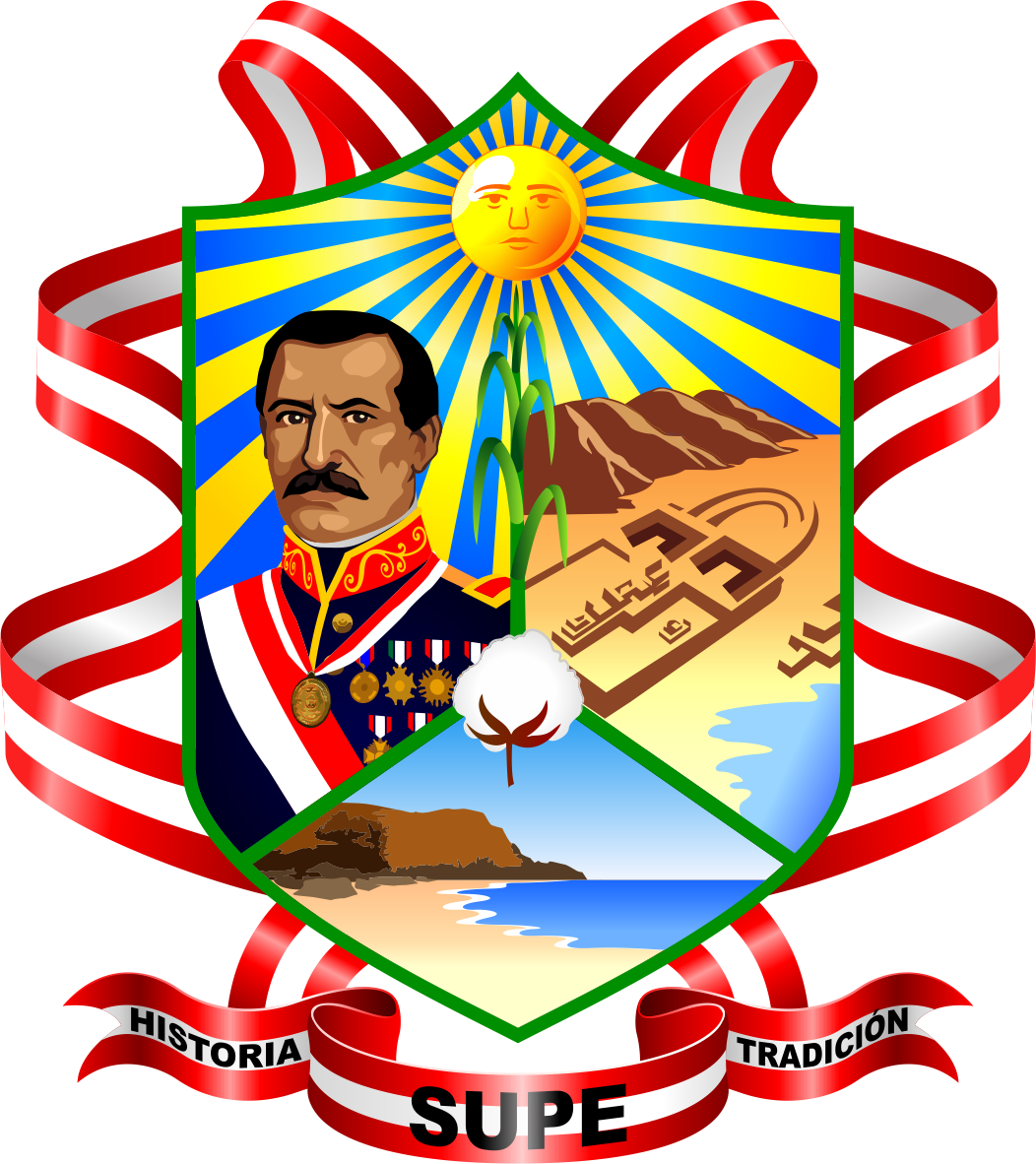
El Distrito de Supe, lleva su imagen en su escudo.

Su apelativo de “Primer Soldado del Perú” lo ganó por su destacada y decisiva actuación en un episodio importante de la independencia de Chile: la toma de Valdivia, la más importante plaza colonial de Sudamérica, después de las fortalezas del Callao, considerada hasta entonces inexpugnable. Al frente de 60 hombres, Vidal redujo a los 600 españoles que guarnecían el castillo de San Carlos (3 de febrero de 1820). Él mismo relata el episodio en sus memorias:

… a los tantos dias de navegacion, arribamos a la boca del rio de Valdivia; los enemigos me recibieron con fuego de cañon del Castillo de San Carlos, y separandonos de sus tiros, nos echaron en tierra en una playa borrascosa, á donde nos esperaban los fuegos de una compañía de casadores Españoles, apagados los fuegos de estos por un […] de la Montesuma, salto en tierra mi compañia, á las ordenes del Mayor Miller, ocupando yo en tan dificil cituacion la vanguardia en el primer bote; la plalla de que ago referencia, solo se podia pasar por ella cuando el mar estava en las seis horas de baja, pues en la creciente las olas chocaban en un serro inespugnable, que hay asi ala derecha; recuerdo que al encontrarse toda la división en tierra en el lugar mas ancho de / la playa; el Admirante arengó a la división del modo siguiente "Soldados uno de dos partidos teneis que tomar, la muerte o la victoria. Son las seis de la tarde hora en que la marea empiesa á llenar, ci no venceis sereis sumegidos por las olas ó morireis a manos de nuestros enemigos, y para que no tengais esperanzas de salvaros, las lanchas veis que ordeno se retiren a bordo".

Quedo en tierra, el Coronel Bochef y el Mayor Miyer á cargo ambos de la colonna, anduvimos por una plalla muy estrecha como unas trecientas varas, muchas veces brincando sobre peñas; de hay (sic) salimos á una plallita que forma bajo los fuegos del Castillo, esta es formada por la encenada que hace la peninsula donde se halla el Castillo ya mencionado, llevando siempre el barranco inespunnable á nuestra derecha, ocupaba yo entonces lavanguardia, con 60 hombres que / bajo mis ordenes se habían puesto por mis jefes; sin hacer caso de los fuegos enemigos avancé con esta hasta ponerme bajo tus trincheras en un foso que corria del castillo al barranco, que ellos habían formado para mayor seguridad; la noche hera muy oscura y esto faborecia mi empresa; antes de las 9 de la noche el muy fuerte castillo de San Carlos, con toda su guarnicion compuesta de 600 españoles peninsulares se hallaban en mi poder, aprisionados por los pocos valientes que me acompañaban, por lo que tube la satisfaccion de saber, que Lor Cocrane denomino desde ese momento este castillo con el nombre de Castilla de Vidal, nombre que después aprobo el supremo director de Chile, el mismo que conserba hasta hoy.

## Obra escrita
- Memoria escrita en 1855, después de la batalla de La Palma. Memorias del general Vidal, que fueron publicadas en Fénix, revista de la Biblioteca Nacional del Perú. N.º 6, pp. 595–640. Lima, 1949.